# Yosa de Garcipollera
Yosa de Garcipollera es una localidad despoblada española perteneciente al municipio de Jaca, en la provincia de Huesca. Forma parte del Valle de la Garcipollera, en la comarca de la Jacetania, en la comunidad autónoma de Aragón.

## Historia
Carece de población, tras haber sido expropiados su término y viviendas en los años 1960 con motivo de las obras del embalse de Yesa, con la idea de que fuesen replantadas de pinos para evitar que el arrastre de sedimentos por las lluvias acelerase la colmatación del embalse recién construido.

## Demografía

### Localidad
Datos demográficos de la localidad de Yosa de Garcipollera desde 1900:
| 62              | 66 | 59 | 55 | 58 | 36 | -- | -- | -- | -- |
| (Fuente: IAEST) |    |    |    |    |    |    |    |    |    |

- No figura en el Nomenclátor desde el año 1970.
- Datos referidos a la población de derecho.

### Antiguo municipio
Datos demográficos del municipio de Yosa de Garcipollera entre 1842:
| 43            | -- | -- | -- | -- | -- | -- | -- | -- | -- |
| (Fuente: INE) |    |    |    |    |    |    |    |    |    |

- Entre el censo de 1857 y el anterior, este municipio desaparece porque se integra en el municipio de Bescós de Garcipollera.
- Datos referidos a la población de derecho, excepto en los censos de 1857 y 1860 que se refieren a la población de hecho.